# Elcheikh Saddle
Der Elcheikh Saddle  ist ein Bergsattel unweit der Budd-Küste des ostantarktischen Wilkeslands. Er liegt zwischen dem Law Dome und dem Polarplateau und verbindet den Totten-Gletscher mit dem Vanderford-Gletscher.
Australische Wissenschaftler benannten ihn nach Alan Elcheikh (1960–2019), leitender Ingenieur des Bohrprogramms am Law Dome. 